# Berni repülőtér
A Berni repülőtér (IATA: BRN, ICAO: LSZB) Svájc egyik nemzetközi repülőtere, amely Bern közelében található. Éves utasforgalma 137 042 fő (2018).

## Futópályák
A repülőtér futópályái:
- 14/32 (1730 m, 30 m, aszfalt)
- 14L/32R (650 m, 30 m, fű)
- 16/34 GLD (520 m, 30 m, fű)

## Forgalom
Az utasforgalom az elmúlt években az alábbi módon változott:
| Utasok száma | 3524 | 48 524 | 155 257 | 205 314 | 143 729 | 88 961 | 85 981 | 177 539 | 167 566 | 11 236 |
|              | 1950 | 1985   | 1996    | 2000    | 2003    | 2007   | 2010   | 2014    | 2017    | 2021   |

## Légitársaságok és úticélok
2025-ben a Berni repülőtérről az alábbi járatok indulnak (Utoljára frissítve: 2025-02-22):
| Légitársaság          | Célállomások |
| --------------------- | --- |
| Air Nostrum           | Szezonális charter: Palma de Mallorca |
| Avanti Air            | Szezonális charter: Calvi |
| Blue Islands          | Szezonális charter: Guernsey, Jersey (mindkettő kezdődik 2025 április 19-től)                                                                                |
| Helvetic Airways      | Szezonális: Djerba, Heraklion, Jerez de la Frontera, Kos, Larnaca, Monastir (kezdődik 2025 május 30-tól), Palma de Mallorca, Rhodes Szezonális charter: Brač |
| SkyAlps               | Szezonális charter: Cagliari, Olbia |
| Swiss Flight Services | Szezonális charter: Elba |